# 等温技术
等溫技術（英語：Isothermal Technology）是指高热传导介质以热波热共振传热的方式，使得傳熱元器件或物质，其熱能的輸入端與輸出端即時實現無溫差現象，亦即熱阻為零的熱傳递技術。

## 概述
熱傳递基本以熱傳導、熱對流、熱輻射三種方式進行。法国数学家约瑟夫·傅立叶在1807年将导热规律总结为傅立叶定律，即通过等温面的导热速率与温度梯度及传热面积成正比，其形式可表达为：q(r,t)=-k∇T(r,t)，其中q是热流密度，T是温度，t是时间，r是空间坐标，k是材料热导系数。当体系出现空间微尺度热效应，或者时间微尺度效应时，傅立叶导热定律便不再适用，而修正为双相迟滞模型：q(r,t+τq )=-k∇T(r,t+τT)，其中τq是热流迟滞（时间微尺度效应），τT是温度梯度迟滞（空间微尺度效应）。此时，能量（温度）传播是以波动的方式传播，与基于傅立叶定律的抛物型导热方程所表现的扩散方式传播有很大的不同。
等温技术利用等温传热介质的多相性（从而可同时存在多个输运过程），使得各种输运过程交叉耦合，产生新的流体效应。 这样的效应不仅可以强化双相迟滞模型中的波动传热，使得该等温传热介质具有热波甚至热共振的热输运特性，而且可以进一步通过调节交叉耦合项来调制热波热共振，从而实现具有热超导特性的等温热传甚或负温差热传。此时，通过傅立叶导热定律推导出的热导系数可以是无穷的。

## 相關
- 熱導管
- 热力学
- 等温过程
- 熱傳導方程式